# Neolophonotus jubatus
Neolophonotus jubatus là một loài ruồi trong họ Asilidae. Neolophonotus jubatus được Londt miêu tả năm 1988. Loài này phân bố ở vùng nhiệt đới châu Phi.